# Pałeczka krztuśca
Pałeczka krztuśca (Bordetella pertussis) – mała tlenowa pałeczka Gram ujemna, będąca czynnikiem etiologicznym krztuśca.

## Morfologia i profil biochemiczny
Bakteria barwi się Gram-ujemnie, przy czym bieguny komórek wybarwiają się znacznie intensywniej (metachromazja). W organizmie wytwarza otoczkę. Nie wykazuje zdolności ruchu. 
Bordetella pertussis nie wytwarza mocznika, indolu ani H2S; nie rozkłada glukozy. Profil biochemiczny pozwala na różnicowanie w obrębie rodzaju.  Pałeczka krztuśca wytwarza katalazę oraz ma zdolność do hemolizy krwi.

## Czynniki zjadliwości
Czynnikami zjadliwości bakterii są: adhezyny, LPS, czynnik zwiększający limfocytozę oraz toksyny (krztuściowa, tchawicza oraz podobna do cyklazy adenylowej). Uważa się, że zjadliwość poszczególnych szczepów bezpośrednio zależy od wytwarzania przez nie toksyn.

## Diagnostyka
We krwi obserwuje się leukocytozę z przewagą limfocytów.
Diagnostyka mikrobiologiczna opiera się na analizie próbek plwociny. Jej zebranie nie jest proste, ponieważ podczas pobierania materiału wymazówką występują silne napady kaszlu. Czasami stosowana jest alternatywna metoda polegająca na bezpośrednim nakaszlaniu płytki z odległości około 15 centymetrów.
Rozpoznanie opiera się na bezpośrednim badaniu metodą immunofluorescencyjną (około 90% czułość) oraz na założeniu hodowli.
Bakteria nie wzrasta na pożywkach zwykłych. Podłoża na których można obserwować wzrost to między innymi podłoże węglowe Charcoal agar oraz podłoże Bordeta-Gengou (zawierająca krew), przy czym wzrost na tej drugiej obserwowany jest szybciej. Z podłożem BG wydaje się być porównywalne oparte na dekstrynie syntetyczne podłoże CSM, choć nie wszystkie badania potwierdzają jego przewagę. 
Rozpoznanie powinno zostać potwierdzone przez zaobserwowanie reakcji ze specyficzną antytoksyną przeciwko pałeczce krztuśca.

## Leczenie i profilaktyka
Lekami z wyboru są makrolidy. Ważną rolę w profilaktyce odgrywają obowiązkowe szczepienia ochronne (szczepionka DTP).